# Mine de Jalai Nur
La mine de Jalai Nur est une mine à ciel ouvert de charbon située en Mongolie-Intérieure en République populaire de Chine. Elle appartient à Shenhua.